# 영국-폴란드 관계
영국-폴란드 관계는 영국과 폴란드 간의 외교관계이다.

## 배경
영국-폴란드 관계는 15세기부터 존재해 왔다. 폴란드 역사학자인 <Oskar Halecki>에 의하면, 가장 일찍 기록된 영국과 폴란드 간의 교류는 잉글랜드의 헨리 5세가 폴란드의 브와디스와프 2세에게 백년전쟁에서 프랑스에 대항할 것을 요청한 것이다. 영국-폴란드 관계는 상업, 외교 분야에서도 있었다. 16세기는 영국-폴란드 관계가 매우 발전한 시기이다. 그 예로 1554년에 잉글랜드의 메리 1세와 스페인의 펠리페 2세가 결혼했을 때, 폴란드의 Krzysztof Warszewicki가 그들의 결혼식을 참관했다.
메리 1세의 죽음 후, 그녀의 동생 엘리자베스 1세는 잉글랜드 여왕이 되었다. 그녀는 개신교도였고 스페인에 대항해 네덜란드에게 도움을 주었다. 잉글랜드와 네덜란드가 스페인과 전쟁에 돌입했을 때, 폴란드 항구도시인 그단스크에서 잉글랜드/네덜란드와 스페인간 분쟁이 일어났다. 그단스크에서는 그들에게 그단스크에서의 분쟁을 중지할 것을 요청했다.
17세기에는, 20명의 스코틀랜드 무역상이 폴란드에 무역거점을 만들었다.

### 18세기
강대했던 폴란드-리투아니아 연방은 쇠퇴하고 있었다. 1744년, 영국 정부는 영국, 네덜란드, 헝가리, 폴란드 간의 동맹 협상을 마무리지었다. 오스트리아 왕위계승 전쟁 때, 폴란드는 중립을 유지했다. 1762년 아우구스토 3세의 죽음 후 Stanisław August Poniatowski는 폴란드 국왕에 선출되었다. 비록 1765년 의회 연설에서 영국의 조지 3세가 그의 선출을 언급했다고 해도 1772년과 1773년 조지 3세의 연설은 1772년의 폴란드 분할과 관련이 없었다. 조지 3세는 이어진 폴란드의 2차, 3차 분할도 언급하지 않았다.
현대 역사학자들은 영국이 18~19세기 러시아, 프로이센, 오스트리아와 불필요한 외교적 마찰을 피하기 위해 폴란드에 무관심했다고 주장한다. 그러나 영국 정부의 그 무관심에도 불구하고 조지 3세와 같은 일부 영국 정치인들은 폴란드 분할과 유럽의 힘의 불균형과 같은 문제들에 대해 걱정했다.

### 19세기
19세기 중 안좋았던 영국-러시아 관계는 영국에게 폴란드 독립에 더욱 관심을 가지게 해주었다.

### 20세기
폴란드-소련 전쟁 중 영국 정부는 폴란드를 지원하고 있었지만 커즌 경의 폴란드 동부 국경선인 커즌선은 폴란드를 만족시키지 못했고 폴란드는 결국 전쟁에서 우위를 차지해 국경을 동쪽으로 넓힌다. 1920년대와 1930년대 초 영국인들은 폴란드의 팽창주의와 폴란드 내 소수민족들에 대한 대우 때문에 폴란드를 부정적으로 보고 있었다. 그러나 영국 내 우익들은 폴란드의 소련의 대항하는 역할 때문에 폴란드를 더욱 중립적인 시각으로 보았다. 폴란드 내에서는 영국에 대한 상반된 시각이 존재했다. 폴란드인들은 영국보다 프랑스와 독일을 더욱 우선시했다. 첫번째 폴란드 대사관은 1929년 런던에 지어졌다.
독일에서 나치당이 부상하자 양국 관계는 급진전되었다. 1939년 3월 31일 영국은 폴란드의 독립을 보장했다. 1939년 8월 25일 영국-폴란드 군사 동맹 조약이 체결되었다. 이 조약은 외부적으로는 양국을 침공하는 다른 어떤 유럽 국가에 대항한다는 것이었지만 사실 이 조약은 나치 독일에 대항한 조약이었다.

#### 제2차 세계 대전
1939년 9월, 영국과 프랑스는 나치 독일의 폴란드 침공에 대항하여 독일에 선전포고를 하였지만, 직접적인 군사적 행동에는 나서지 않았다(가짜 전쟁). 폴란드 침공 이후 루마니아 교두보를 통해 탈출한 폴란드 군인 약 25만 명은 영국군에 소속되어 많은 주요한 전투를 치렀다. 영국 본토 항공전 조종사 중 1/12가 폴란드인이었다.
얄타 회담 중 전후 폴란드 국경의 변경으로 인해 영국-폴란드 관계는 악화되게 되었다. 폴란드는 이것을 전쟁 중 그들의 많은 공헌을 무시하는 것이라고 여겼다. 전후 많은 폴란드 군인들은 영국에 남았다.

#### 냉전
초기 영국의 공산 폴란드에 대한 시각은 나쁘지 않았다. 폴란드 망명정부는 런던에 남았고 폴란드인들은 고향에 가기를 강요받지 않았다. 그러나 바르샤바 조약이 체결되고 폴란드가 그 일원이 되자 냉전 중 공산 폴란드 정부는 서방의 일원이던 영국에 대해 부정적인 시각으로 바라보게 되었다. 한편 영국은 폴란드를 바르샤바 조약에서 탈퇴시키기를 원했다.

#### 냉전 이후
1990년대와 2000년대 민주화된 폴란드는 국방 분야와 EU 양쪽에서 영국과 긴밀한 관계를 유지했다. 또한 영국은 2004년 폴란드의 EU 가입 후 EU 내에서 폴란드 노동자들에게 동등한 권리를 보장했다. 375,000명의 폴란드인들이 EU 가입 후 영국에서 일하고 있다. 영국의 2011년 국가 통계는 북아일랜드에서 폴란드어가 영어 다음으로 많이 쓰이는 언어임을 나타냈다.

## 자매 결연
| British city/town                           | Polish city/town                                           |
| ------------------------------------------- | ---------------------------------------------------------- |
| 영국 앰버 밸리, 더비셔주                    | 폴란드 그워구프, 돌니실롱스크주                            |
| 영국 아머샴, 버킹엄셔주                     | 폴란드 크르니차즈드루이, 마워폴스카주                      |
| 영국 베드퍼드, 베드퍼드셔주                 | 폴란드 브워츠와베크, 쿠야비포모제주                        |
| 영국 바킹 앤드 대건햄, 런던                 | 폴란드 트체프, 포모제주                                    |
| 영국 Berwick-upon-Tweed, 노섬벌랜드주       | 폴란드 Trzcianka, 비엘코폴스카주                           |
| 영국 블랙번, 랭커셔주                       | 폴란드 타르누프, 마워폴스카주                              |
| 영국 버턴어폰트렌트, 스태퍼드셔주           | 폴란드 Bielawa, 돌니실롱스크주                             |
| 영국 시티오브칼라일, 컴브리아주             | 폴란드 스웁스크, 포모제주                                  |
| 영국 코번트리, 웨스트미들랜즈주             | 폴란드 바르샤바, 마조프셰주                                |
| 영국 동커스터, 사우스요크셔주               | 폴란드 글리비체, 실롱스크주                                |
| 영국 Duns, 스코티시보더스                   | 폴란드 Żagań, 루부시주                                     |
| 영국 Ealing, 런던                           | 폴란드 Bielany, 바르샤바, 마조프셰주                       |
| 영국 에든버러                               | 폴란드 크라쿠프, 마워폴스카주                              |
| 영국 Goole, 이스트라이딩오브요크셔주        | 폴란드 Złotów, 비엘코폴스카주                              |
| 영국 킹스턴어폰헐, 이스트라이딩오브요크셔주 | 폴란드 슈체친, 서포모제주                                  |
| 영국 Kirklees, 웨스트요크셔주               | 폴란드 Bielsko-Biała, 실롱스크주                           |
| 영국 랭커셔, 랭커셔주                       | 폴란드 루블린, 루블린주                                    |
| 영국 링컨, 링컨셔주                         | 폴란드 라돔스코, 우치주                                    |
| 영국 Loughborough, 레스터셔주               | 폴란드 자모시치, 루블린주                                  |
| 영국 Neath-Port Talbot, 웨일스              | 폴란드 Piotrków Trybunalski, 우치주                        |
| 영국 노팅엄셔                               | 폴란드 포즈난, 비엘코폴스카주                              |
| 영국 퍼스, 퍼스 킨로스                      | 폴란드 비드고슈치, 쿠야비포모제주                          |
| 영국 플리머스, 데번주                       | 폴란드 그디니아, 포모제주                                  |
| 영국 프레스턴, 랭커셔주                     | 폴란드 칼리슈, 비엘코폴스카주                              |
| 영국 샌디, 베드퍼드셔주                     | 폴란드 Skarszewy, 포모제주                                 |
| 영국 스컨소프, 링컨셔주                     | 폴란드 Ostrowiec Świętokrzyski, Świętokrzyskie Voivodeship |
| 영국 Sefton, 머시사이드 주                  | 폴란드 그단스크, 포모제주                                  |
| 영국 사우스엔드온시, 에식스주               | 폴란드 소포트, 포모제주                                    |
| 영국 스태포드, 스태퍼드셔주                 | 폴란드 Skarżysko-Kamienna, Świętokrzyskie Voivodeship      |
| 영국 스윈던, 윌트셔주                       | 폴란드 토룬, 쿠야비포모제주                                |
| 영국 Thetford, 노퍽주                       | 폴란드 Skawina, 마워폴스카주                               |
| 영국 트로우브릿지, 윌트셔주                 | 폴란드 엘블롱크, Warmian-Masurian Voivodeship              |
| 영국 웨이크필드, 웨스트요크셔주             | 폴란드 코닌, 비엘코폴스카주                                |
| 영국 Wrexham, 웨일스                        | 폴란드 Racibórz, 실롱스크주                                |

## 추가 문헌
- List of Ambassadors from the United Kingdom to Poland
- List of Ambassadors of Poland to the United Kingdom
- Anglo-Polish Radio ORLA.fm Reports on Anglo-Polish relations, Poland–United Kingdom relations https://web.archive.org/web/20100315073950/http://www.orla.fm/